# Шаталов, Виктор Фёдорович
Ви́ктор Фёдорович Шата́лов (укр. Віктор Федорович Шаталов; 1 мая 1927, Сталин — 20 ноября 2020, Донецк) — советский и украинский педагог-новатор. Народный учитель СССР (1990). Почётный доктор Академии педагогических наук Украины.
Разработал систему обучения с использованием опорных сигналов — взаимосвязанных ключевых слов, условных знаков, рисунков и формул с кратким выводом.

## Биография
Родился 1 мая 1927 года.
Участник Великой Отечественной войны. Призван 12 января 1945 года Сталинском горвоенкоматом Сталинской области Украинской ССР. Матрос в 12-й морской железнодорожной артиллерийской бригаде. Бригада стояла в районе Владивостока. Демобилизовался 27 июля 1951 года, отслужив шесть с половиной лет.
С 1951 года работал в школе преподавателем математики и директором.
В 1953 году окончил Сталинский педагогический институт (ныне Донецкий национальный университет).
С 1956 года вёл экспериментальную работу с учащимися, в том числе как научный сотрудник НИИ педагогики Украинской ССР (с 1973) и Академии педагогических наук СССР (с 1985).
В 1987 году стал заведующим лабораторией проблем интенсификации учебно-воспитательного процесса в НИИ содержания и методов обучения Академии педагогических наук СССР в Донецке. С 1992 года работал доцентом Института последипломного образования в Донецке. Был профессором Донецкого института социального образования, где читал курс педагогического мастерства для студентов.
Автор системы эффективного обучения, построенной на базе педагогики сотрудничества.
Имеет более шестидесяти опубликованных книг (в том числе «Куда и как исчезли тройки», 1979 г.; «Педагогическая проза», 1980 г.; «Точка опоры», 1987 г.).
В 2014 году стал гражданином Донецкой Народной Республики.
В последние годы Шаталов тяжело болел. Несмотря на это, в июне 2020 года он с другими ветеранами принимал Парад Победы в честь 75-летия победы СССР в Великой Отечественной войне.
Состоял в Союзе писателей Донецкой Народной Республики. 
Умер в ночь на 20 ноября 2020 года в Донецке.

## Система Шаталова
3 ноября 1971 года в газете «Комсомольская правда» появилась статья Симона Соловейчика «Метод Шаталова», которая направила движение педагогической общественности на новое русло, в сторону педагогики сотрудничества. В. Ф. Шаталов представил на всю страну свою авторскую дидактическую систему, благодаря которой учителям можно научиться учить всех детей предметам математика, физика, химия, астрономия, и другим, успешно и быстро, и независимо от подготовки детей и материального уровня их родителей.
Оригинальная система интенсивного обучения, разработанная для средней и старшей ступеней общеобразовательной школы, включает около 200 педагогических открытий, самые важные из которых:
- авторские учебные пособия, представляющие программный материал главным образом в вербально-графических формах, упрощающих процесс изложения, восприятия и запоминания,
- принцип открытых перспектив, ориентированный на развитие творческого мышления школьников,
- принцип систематической обратной связи, на базе разнообразных нестандартных форм объективного учёта и контроля знаний каждого учащегося на каждом уроке, позволяющий отказаться от ученических дневников и классных журналов.
- вместо традиционных домашних заданий учащиеся получают обширные «предложения», объём и сложность которых варьируются на этапах обучения с учётом индивидуальных особенностей, а к окончанию курса приближаются к конкурсным и олимпиадным.
- практикуются оригинальные формы взаимопроверки учащихся, в том числе в интересах увеличения времени для решения задач высокой сложности и развития продуктивного мышления.
- традиционные экзамены заменены работами по «листам группового контроля» и так называемыми релейными, выявляющими результат самостоятельной деятельности над всеми видами заданий.
- устранению дидактических противоречий способствует принцип бесконфликтности учебной ситуации, то есть создание при участии родителей школьников для занятий соответствующих условий.
- широко используются игровые формы учебных занятий.

Многие находки В. Ф. Шаталова используются не только школьными учителями, но и педагогами вузов и при обучении некоторым сложным профессиям.
В 2000 году в Москве при участии В. Ф. Шаталова было открыто учебное заведение для дополнительного образования, впоследствии получившее название «Школа-студия Шаталова».

## Основа успешного обучения
Длительная практическая работа в сфере образования привела В. Ф. Шаталова к фундаментальному выводу: в основе успехов любого ребёнка в получении прочных и глубоких знаний лежит уважение учителя к «чувству собственного достоинства» ученика.

## Награды и звания

### СССР
- Заслуженный учитель Украинской ССР (1987)
- Народный учитель СССР (1990) — за особые заслуги в обучении и коммунистическом воспитании детей и молодёжи, выдающуюся деятельность в области народного образования,
- Орден Отечественной войны II степени
- Орден «Знак Почёта»
- многие медали СССР

### Награды Украины
- Орден «За мужество» III степени
- Медаль «Защитнику Отчизны»
- Юбилейная медаль «60 лет освобождения Украины от фашистских захватчиков».

### Награды России
- Орден Дружбы (2007) — за большой вклад в укрепление российско-украинских связей в сфере культуры и образования[6],
- Медаль Жукова
- Медаль «50 лет Победы в Великой Отечественной войне 1941—1945 гг.»
- Медаль «60 лет Победы в Великой Отечественной войне 1941—1945 гг.»
- Медаль «65 лет Победы в Великой Отечественной войне 1941—1945 гг.».